# 张捷迁
张捷迁（1908年7月21日—2004年7月2日），男，辽宁开原人，中国气象物理学家、教育家和社会活动家，中央研究院院士。

## 生平
1927年考入东北大学预科，次年入纺织系学习，九一八事变后，被迫流亡关内，借读北平工学院。1934年起在清华大学任教。1940年公派赴加州理工学院留学，成为冯·卡门教授关门弟子。1941年获硕士学位，1950年获博士学位。